# Citoyen méritant de la liberté et de la justice sociale João Mangabeira
Le titre Citoyen méritant de la liberté et de la justice sociale João Mangabeira (CBJM) (portugais : ”Cidadão Benemérito da Liberdade e da Justiça Social João Mangabeira”, CBJM) est la plus haute distinction décernée par l'Assemblée législative de Bahia. Le titre rend hommage à João Mangabeira, un défenseur de l'État de droit démocratique, juriste et parlementaire.

## Histoire
Créé en vertu de la résolution 1222 en 1993, c'est le plus ancien titre décerné par l'Assemblée  Législative de l'État de Bahia. 
La décoration vise à reconnaître les Brésiliens « dévoués aux causes humanitaires et sociales nobles, qui ont abouti au développement politique et socio-économique du Brésil, améliorant considérablement la vie des gens ». 
Le premier récipiendaire a été le politicien communiste de Bahia Fernando Sant'Anna en 2005, lors de la célébration de ses 90 ans. À 44 ans, l'avocat et professeur Taurino Araujo est le plus jeune récompensé,.
Tout au long de son existence, les Brésiliens notables suivants ont mérité la distinction:
- Carlos Alberto Dultra Cintra, ancien président de la Cour de Justice de Bahia.
- Carlos Geraldo D'Andrea Espinheira, sociologue, écrivain et professeur.
- Fernando Sant'Anna, ancien député fédéral constitutionnel au Congrès national du Brésil.
- Waldir Pires, ancien gouverneur de Bahia et ministre de la Défense.
- Haroldo Lima, ancien député fédéral constitutionnel, ancien président de l'Agence nationale du pétrole, du gaz naturel et des biocarburants (Brésil).
- João Carlos de Castro Cavalcanti, géologue et entrepreneur, a découvert le gisement de minerai de fer à Caetité.
- José Renato Rabelo, président national du PCdoB (Parti communiste du Brésil).
- Jorge Amado, écrivain brésilien [6].
- Taurino Araujo, avocat , écrivain et professeur [7] ,[8], [9].